# Блу-Маунтинс (горы, США)
Блу-Ма́унтинс, также Голубы́е го́ры, иногда Си́ние го́ры (англ. Blue Mountains) — горная цепь на северо-востоке Орегона, на юго-востоке Вашингтона и к востоку от Каскадных гор.
Площадь цепи составляет 49 770 км². Высочайшая вершина — гора Рок-Грик-Бьютт (2776 м). Большая часть горной цепи занимают национальные леса.
В XIX веке эти горы были главным препятствием на Орегонском пути.
Через горы проходит скоростная автомагистраль I-84.

## Топографические карты
- Лист карты L-11 Спокан.  Масштаб: 1 : 1 000 000. Состояние местности на 1949 год.